# 瓦西里夫卡 (別列贊卡市鎮)
46°48′11″N 31°24′59″E / 46.80306°N 31.41639°E
瓦西里夫卡（羅馬化：Vasylivka）是烏克蘭南部的村莊，由尼古拉耶夫州尼古拉耶夫區的別列贊卡市鎮負責管轄。該村始建於1870年，面積0.67平方公里，海拔高度23米，2001年人口714。